# George William Cox
Sir George William Cox (Benáresz, 1827. január 10. – Walmer, 1902. február 9.) angol lelkész, tudós.

## Életrajz
Tanulmányait az oxfordi Trinity College-ban végezte. 1850-ben pappá szentelték, de egyre inkább az irodalom felé fordult.
Közreműködött az Edinburgh Review-ban. Elsősorban történelmi és összehasonlító mitológiai témák érdekelték. Művei közül sok beismerten népszerű jellegű volt. Mitológiai munkáit Max Müller inspirálta, de tárgyának kezelése sajátja volt. Különleges támogatója volt a szoláris és nebuláris elméletnek mint a mítoszok értelmezőjének. 1869-ben nyugdíjba vonult.1877-ben elérte a bárói címet.
A "széles egyház" híveként kiemelkedő támogatója volt Colenso püspöknek, akinek halála után öt évvel kiadta életrajzát is. Jelöltette magát a natali püspöki székre, de nem szentelték fel. 1881-ben Scyingham (York) lelkésze lett, de erről 1897-ben lemondott.

## Művei

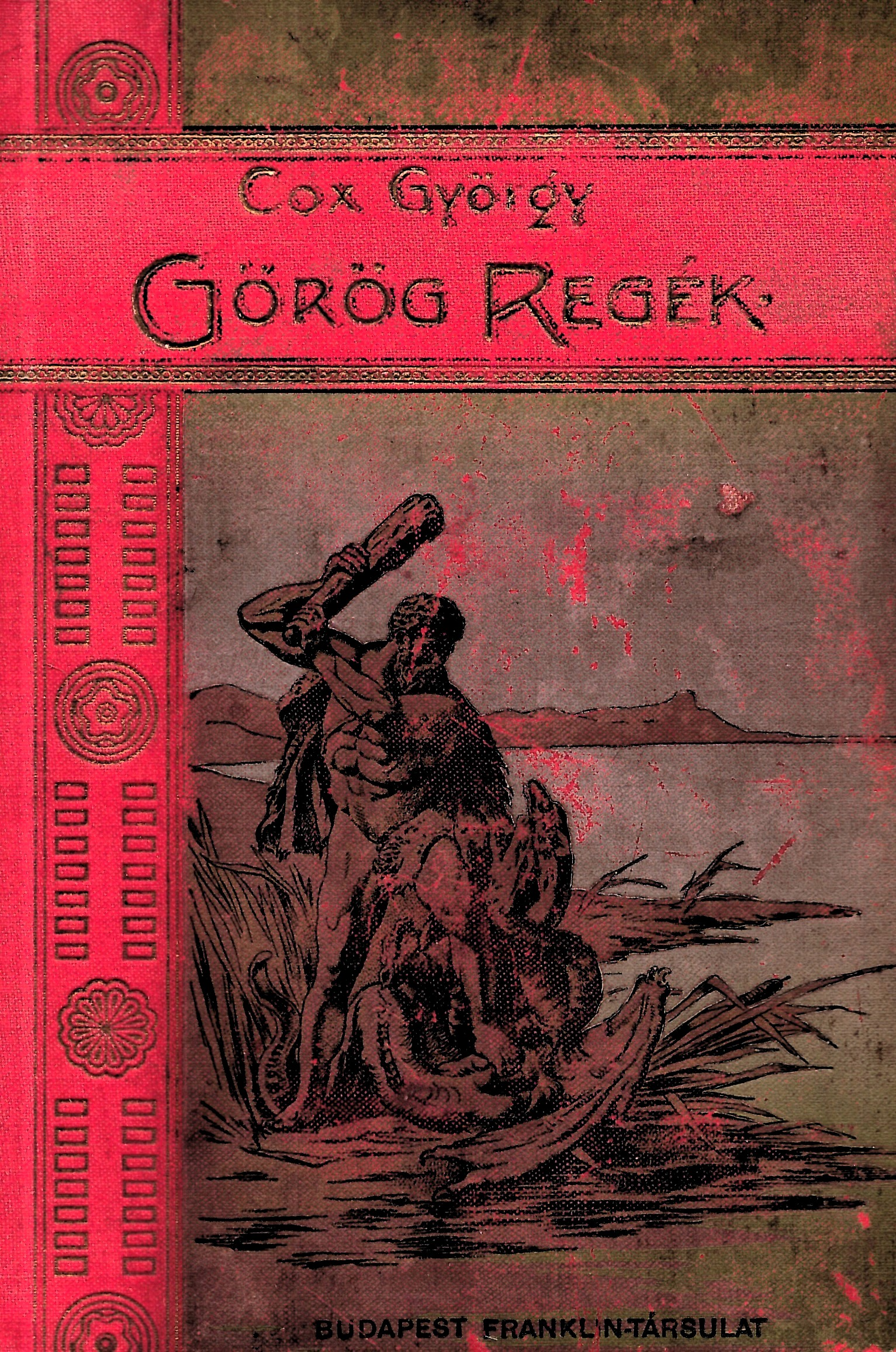

- Poems, Legendary and Historical (with E. A. Freeman, 1850)
- A Life of St Boniface (1853)
- Tales from Greek Mythology (1861)
- A Manual of Mythology (1867)
- Latin and Teutonic Christendom (1870)
- The Mythology of the Aryan Nations (1870)
- History of Greece (1874)
- A Dictionary of Science, Literature and Art (ed. with W. T. Brande, 1875)
- General History of Greece (1876)
- History of the Establishment of British Rule in India (1881)
- An Introduction to the Science of Comparative Mythology (1881)
- Lives of Greek Statesmen (1885)
- Concise History of England (1887)
- Life of John Williams Colenso (1888)

### Magyarul
- Cox György: A mythologia kézikönyve; ford., finn mythologiával bőv. Simonyi Zsigmond; Franklin, Bp., 1877
- Görög regék. 1-3. füz.; ford., bev. Komáromy Lajos; Franklin, Bp., 1877–1878 (Ifjúsági iratok tára)
- A mythologia kézikönyve; ford., finn mythologiával bőv. Simonyi Zsigmond; 2., jav. kiad.; Franklin, Bp., 1886
- Görög regék; ford., bev. Komáromy Lajos; 3. jav. képes kiad.; Franklin, Bp., 1911